# Amédée Tremblay
Pierre-Joseph Amédée Tremblay (* 14. April 1876 in Montreal; † 14. Juli 1949 in Los Angeles, Vereinigte Staaten) war ein kanadischer Organist, Komponist und Musikpädagoge.

## Leben und Wirken
Trembley begann seine musikalische Ausbildung als Schüler von Vater Sauvé, dem Organisten an der Kirche St-Joseph in Montreal. Er studierte dann Orgel und Klavier bei Alcibiade Béique und gregorianischen Gesang bei Vater Cléophas Borduas. Von 1892 bis 1894 war er Organist an der St.-Joseph-Kirche, wo er die Chorgesellschaft Orphéon de St-Joseph (später Orphéon Goulet) gründete.
Von 1894 bis 1920 wirkte er als Organist der Basilika Notre Dame, Komponist und Lehrer in Ottawa. Seine Schüler waren u. a. Wilfrid Charette, Oscar O’Brien und sein Sohn George Tremblay. Von 1920 bis 1925 war Trembley Organist an der Cathedral of the Madeleine in Salt Lake City, danach bis zu seinem Tode an der römisch-katholischen St.-Vincents-Kirche in Los Angeles.
Tremblay komponierte Messen, Motetten, eine Operette, Volksliedbearbeitungen, patriotische Gesänge und Orgelwerke. Besonders bekannt wurde die Schlusstoccata aus seiner Joseph Bonnet gewidmeten Suite für große Orgel.

## Werke
- Dix-huit Chansons populaires du Canada, 1902
- L'Intransigeant, Operette, Uraufführung 1906 in Montreal
- Suite de quatre pièces pour grand orgue, 1924

| Personendaten    | Personendaten                                     |
| ---------------- | ------------------------------------------------- |
| NAME             | Tremblay, Amédée                                  |
| ALTERNATIVNAMEN  | Tremblay, Pierre-Joseph Amédée                    |
| KURZBESCHREIBUNG | kanadischer Organist, Komponist und Musikpädagoge |
| GEBURTSDATUM     | 14. April 1876                                    |
| GEBURTSORT       | Montreal                                          |
| STERBEDATUM      | 14. Juli 1949                                     |
| STERBEORT        | Los Angeles                                       |